# Freddo a luglio
Freddo a luglio (Cold in July, 1989) è un romanzo thriller di Joe R. Lansdale.
Dall'opera è stato tratto il film Cold in July - Freddo a luglio, diretto da Jim Mickle e distribuito nel 2014.

## Trama

### Parte prima:Figli
Richard Dane è un corniciaio di LaBorde, Texas, che vive tranquillamente la propria vita con la moglie Ann e il figlio Jordan. Una notte, però, sente dei rumori in casa: afferra la propria pistola e scende a controllare. Coglie così in flagrante un ladro, il quale gli spara contro, mancandolo di poco: Dane risponde automaticamente al colpo, ma è più fortunato ed uccide il ladro all'istante.
Trattandosi di legittima difesa, il caso non finisce neanche in tribunale e viene subito chiuso dalla polizia locale. Il tenente Price, che ha condotto l'indagine, dice a Dane che il ladro è stato identificato come Freddy Russel. Per un senso di rispetto verso il morto, Dane si reca al funerale di Freddy, e al termine della cerimonia viene affrontato da Ben Russell, il padre del ladro ucciso, che lo minaccia di vendicarsi sul figlioletto di Dane. Il corniciaio si rivolge a Price per esserne protetto, ma l'investigatore gli dice di non poter agire contro Russel in assenza di elementi concreti; quando però Dane constata che qualcuno si è introdotto nella sua casa nottetempo, gli viene assegnato un agente di sorveglianza. Questo però non basta a fermare Russel, che irrompe ugualmente in casa dei Dane e abbranca Jordan, ma non ha il coraggio di affondare la sua lama nel bambino, dando ai suoi genitori e ai poliziotti intanto sopraggiunti la possibilità di fermarlo.
Nella lotta, Ben ha perso il suo portafogli, nel quale Richard vede la foto di Freddy e constata che non si tratta dell'uomo che ha ucciso. Ciò lo spinge a pensare che la polizia gli abbia consapevolmente mentito per qualche misteriosa ragione e a volerne sapere di più.

### Seconda parte:Padri
Dane si reca alla centrale di polizia, dove chiede e ottiene che Ben Russel sia rilasciato: si tratta infatti dell'unico che possa dargli una mano a scoprire cosa sta succedendo, poiché anch'egli è interessato a capire che fine abbia fatto suo figlio che non vede da molti anni e perché qualcuno abbia avuto interesse a certificare la sua morte. Decidono quindi di collaborare: Ben racconta la sua triste storia, che comprende anche diversi soggiorni nelle carceri statali, e suggerisce di rivolgersi a un suo vecchio amico, un investigatore privato di nome Jim Bob Luke. 
Jim Bob, per i suoi modi sboccati ed esuberanti, lascia interdetta Ann, che non condivide neanche il fatto che il marito voglia gettarsi in un'avventura assieme all'uomo che volleva attentare alla vita del loro figlio. Dane invece, malgrado il suo onorario non esattamente economico, sceglie di fidarsi di lui. Per verificare che Dane non si sia sbagliato, i tre uomini disseppelliscono nottetempo il ladro ucciso e vengono poi attaccati da alcuni picchiatori, ma riescono a metterli in fuga. Jim Bob, grazie ai suoi contatti, scopre che Freddy lavorava per la Dixie Mafia e che in cambio della sua collaborazione con l'FBI è entrato nel programma di protezione dei testimoni, con la nuova identità di Fred Miller. 

### Terza parte:Padri e figli
Dopo avere scoperto l'indirizzo di Freddy, Jim Bob vi porta Richard e Ben con la propria automobile. Prima che questi però si decida a incontrare il figlio, ha un incidente stradale con un massiccio messicano che è uscito dal garage di Freddy. Dopo una breve lotta, Jim Bob ha la meglio e a titolo di risarcimento si prende una delle videocassette che il messicano aveva nel bagagliaio della sua auto. A casa, egli e Dane si accorgono però che la videcassetta non contiene il film di Guerre stellari come sembrava dalla custodia, ma uno snuff movie alla fine del quale una giovane ispanica viene uccisa; vi compaiono sia il messicano che hanno già conosciuto sia Freddy. Jim Bob e Richard si lambiccano il cervello su come gestire la situazione: Dane fa una visita al videonoleggio gestito da Freddy per capire se sia quello il punto di spaccio degli snuff, e incontra Freddy di persona. Tornato a casa, apprende che Ben ha scoperto i loschi traffici del figlio ed è deciso a porre loro fine a qualsiasi costo: dato che ritengono che l'FBI non sia disposto a perseguire i crimini di un testimone del loro programma di protezione, Jim Bob organizza l'eliminazione di Freddy e dei suoi complici, alla quale Dane non si tira indietro.
Ben, Richard e Jim Bob seguono Freddy e il messicano fino a una casa di campagna dove si accingono a filmare il successivo snuff. Jim Bob e Richard riescono a eliminare i vari complici, restando feriti in modo non grave, Ben uccide suo figlio dopo essersi fatto riconoscere e insieme liberano la potenziale vittima, un'altra ragazza messicana. 
Tempo dopo, Jim Bob comunica a Dane che il ladro che aveva ucciso si chiamava Per farsi perdonare da Dane, regala a Jordan il modellino di un camion dei pompieri.

## Personaggi
Richard Dane
Il protagonista e narratore della vicenda. Trentacinquenne di LaBorde, nel Texas orientale, dove è proprietario di un negozio di cornici. È attirato da Ben Russel anche perché le mani di questi gli ricordano quelle di suo padre, morto suicida.
Ann
Moglie del precedente.
Jordan
Figlio di quattro anni di Richard e Ann.
Ben Russel
Ex galeotto con un'età tra i sessanta e settant'anni. Da giovane lavorava in una trafileria d'alluminio e iniziò a compiere furti e rapine per guadagnare di più. Fu arrestato per la prima volta dopo una rapina finita male, nella quale il suo complice aveva sparato al negoziante, che morì dopo pochi giorni. All'epoca dei fatti è stato scarcerato da poco.
Jim Bob Luke
Investigatore privato che vive a Texas, dove ha un allevamento di maiali. È un ex militare e valente lottatore, che porta sempre un grande cappello da cowboy. Guida una vecchia Cadillac rossa che chiama "il Troione Rosso".
Il tenente Price
Poliziotto locale di LaBorde, dai modi eleganti. È lui a mandare i picchiatori che aggrediscono Dane e Russel all'uscita dal cimitero, per cercare di scongiurare che il suo bluff venga scoperto.
Valerie e James
Dipendenti di Dane nella corniceria.
Raoul
Dipendente ispanico di Jim Bob, che lo aiuta nell'allevamento dei maiali.
Manuel Rodriguez
Uomo dello staff del coroner, che fornisce aiuto a Jim Bob nell'impresa di eliminazione di Freddy.
Freddy Russel
Figlio di Ben. Già alle dipendenze della Dixie Mafia, ha accettato di collaborare con l'FBI ricevendo in cambio la nuova identità di Fred Miller. Gestisce un videonoleggio e produce e recita in snuff movie.
Il messicano
Uomo dal fisico massiccio, complice del precedente.
William Randolph
Ladro che si era introdotto in casa di Richard Dane venendone ucciso, identificato inizialmente come Freddy Russel.

## Opere derivate
Dal romanzo è stato tratto l'omonimo film Cold in July - Freddo a luglio, diretto da Jim Mickle, interpretato da Michael C. Hall, Vinessa Shaw, Don Johnson e Sam Shepard, uscito nelle sale nel 2014.
Il personaggio di Jim Bob Luke sarebbe poi riapparso in diversi romanzi del ciclo di Hap e Leonard dello stesso autore, a partire da Bad Chili.
Vi sono forti parallelismi, a partire dal titolo e dalla professione del protagonista, col successivo romanzo breve di Lansdale Caldo in inverno.

## Edizioni
- (EN) Joe R. Lansdale, Cold in July, Random House, 1989, ISBN 9780553280203.
- Joe R. Lansdale, Freddo a luglio, collana Black is Black, n. 3, Phoenix, 1997, ISBN 8886435371.
- Joe R. Lansdale, Freddo a luglio, collana Immaginario dark, n. 7, Fanucci, 2002, ISBN 9788834708385.